# آلاسکا (ایندیانا)
آلاسکا (به انگلیسی: Alaska) یک منطقهٔ مسکونی در ایالات متحده آمریکا است که در ایندیانا واقع شده‌است. آلاسکا ۲۳۹٫۸۸ متر بالاتر از سطح دریا واقع شده‌است.